# Grand Prix Brazílie 2016
Grand Prix Brazílie 2016 (oficiálně Formula One Grande Prêmio do Brasil 2016) se jela na okruhu Autódromo José Carlos Pace v São Paulo v Brazílii dne 13. listopadu 2016. Závod byl dvacátým v pořadí v sezóně 2016 šampionátu Formule 1.

## Kvalifikace
| Poř.                        | No. | Jezdec            | Konstruktér               | Časy v kvalifikaci | Časy v kvalifikaci | Časy v kvalifikaci | Pořadí na startu |
| Poř.                        | No. | Jezdec            | Konstruktér               | Q1                 | Q2                 | Q3                 | Pořadí na startu |
| --------------------------- | --- | ----------------- | ------------------------- | ------------------ | ------------------ | ------------------ | ---------------- |
| 1                           | 44  | Lewis Hamilton    | Mercedes                  | 1:11.511           | 1:11.238           | 1:10.736           | 1                |
| 2                           | 6   | Nico Rosberg      | Mercedes                  | 1:11.815           | 1:11.373           | 1:10.838           | 2                |
| 3                           | 7   | Kimi Räikkönen    | Ferrari                   | 1:12.100           | 1:12.301           | 1:11.404           | 3                |
| 4                           | 33  | Max Verstappen    | Red Bull Racing-TAG Heuer | 1:11.957           | 1:11.834           | 1:11.485           | 4                |
| 5                           | 5   | Sebastian Vettel  | Ferrari                   | 1:12.159           | 1:12.010           | 1:11.495           | 5                |
| 6                           | 3   | Daniel Ricciardo  | Red Bull Racing-TAG Heuer | 1:12.409           | 1:12.047           | 1:11.540           | 6                |
| 7                           | 8   | Romain Grosjean   | Haas-Ferrari              | 1:12.893           | 1:12.343           | 1:11.937           | 7                |
| 8                           | 27  | Nico Hülkenberg   | Force India-Mercedes      | 1:12.428           | 1:12.360           | 1:12.104           | 8                |
| 9                           | 11  | Sergio Pérez      | Force India-Mercedes      | 1:12.684           | 1:12.331           | 1:12.165           | 9                |
| 10                          | 14  | Fernando Alonso   | McLaren-Honda             | 1:12.700           | 1:12.312           | 1:12.266           | 10               |
| 11                          | 77  | Valtteri Bottas   | Williams-Mercedes         | 1:12.680           | 1:12.420           |                    | 11               |
| 12                          | 21  | Esteban Gutiérrez | Haas-Ferrari              | 1:13.052           | 1:12.431           |                    | 12               |
| 13                          | 19  | Felipe Massa      | Williams-Mercedes         | 1:12.432           | 1:12.521           |                    | 13               |
| 14                          | 26  | Daniil Kvjat      | Toro Rosso-Ferrari        | 1:13.071           | 1:12.726           |                    | 14               |
| 15                          | 55  | Carlos Sainz Jr.  | Toro Rosso-Ferrari        | 1:12.950           | 1:12.920           |                    | 15               |
| 16                          | 30  | Jolyon Palmer     | Renault                   | 1:13.259           | 1:13.258           |                    | 16               |
| 17                          | 22  | Jenson Button     | McLaren-Honda             | 1:13.276           |                    |                    | 17               |
| 18                          | 20  | Kevin Magnussen   | Renault                   | 1:13.410           |                    |                    | 18               |
| 19                          | 94  | Pascal Wehrlein   | MRT-Mercedes              | 1:13.427           |                    |                    | 19               |
| 20                          | 31  | Esteban Ocon      | MRT-Mercedes              | 1:13.432           |                    |                    | 22               |
| 21                          | 9   | Marcus Ericsson   | Sauber-Ferrari            | 1:13.623           |                    |                    | 20               |
| 22                          | 12  | Felipe Nasr       | Sauber-Ferrari            | 1:13.681           |                    |                    | 21               |
| 107 % času vítěze: 1:16.516 |     |                   |                           |                    |                    |                    |                  |
| Zdroj:                      |     |                   |                           |                    |                    |                    |                  |

Poznámky
1. ↑  Esteban Ocon obdržel trest posunu o 3 místa vzad za překážení Jolyonu Palmerovi během první části kvalifikace.

## Závod
| Poř.   | No. | Jezdec            | Konstruktér               | Počet kol | Čas/Odstoupení      | Pořadí na startu | Body |
| ------ | --- | ----------------- | ------------------------- | --------- | ------------------- | ---------------- | ---- |
| 1      | 44  | Lewis Hamilton    | Mercedes                  | 71        | 3:01:01.335         | 1                | 25   |
| 2      | 6   | Nico Rosberg      | Mercedes                  | 71        | +11.455             | 2                | 18   |
| 3      | 33  | Max Verstappen    | Red Bull Racing-TAG Heuer | 71        | +21.481             | 4                | 15   |
| 4      | 11  | Sergio Pérez      | Force India-Mercedes      | 71        | +25.346             | 9                | 12   |
| 5      | 5   | Sebastian Vettel  | Ferrari                   | 71        | +26.334             | 5                | 10   |
| 6      | 55  | Carlos Sainz Jr.  | Toro Rosso-Ferrari        | 71        | +29.160             | 15               | 8    |
| 7      | 27  | Nico Hülkenberg   | Force India-Mercedes      | 71        | +29.827             | 8                | 6    |
| 8      | 3   | Daniel Ricciardo  | Red Bull Racing-TAG Heuer | 71        | +30.486             | 6                | 4    |
| 9      | 12  | Felipe Nasr       | Sauber-Ferrari            | 71        | +42.620             | 21               | 2    |
| 10     | 14  | Fernando Alonso   | McLaren-Honda             | 71        | +44.432             | 10               | 1    |
| 11     | 77  | Valtteri Bottas   | Williams-Mercedes         | 71        | +45.292             | 11               |      |
| 12     | 31  | Esteban Ocon      | MRT-Mercedes              | 71        | +45.809             | 22               |      |
| 13     | 26  | Daniil Kvjat      | Toro Rosso-Ferrari        | 71        | +51.192             | 14               |      |
| 14     | 20  | Kevin Magnussen   | Renault                   | 71        | +51.555             | 18               |      |
| 15     | 94  | Pascal Wehrlein   | MRT-Mercedes              | 71        | +1:00.498           | 19               |      |
| 16     | 22  | Jenson Button     | McLaren-Honda             | 71        | +1:21.994           | 17               |      |
| Ret    | 21  | Esteban Gutiérrez | Haas-Ferrari              | 60        | Elektronika         | 12               |      |
| Ret    | 19  | Felipe Massa      | Williams-Mercedes         | 46        | Nehoda              | 13               |      |
| Ret    | 30  | Jolyon Palmer     | Renault                   | 20        | Poškození po kolizi | 16               |      |
| Ret    | 7   | Kimi Räikkönen    | Ferrari                   | 19        | Nehoda              | 3                |      |
| Ret    | 9   | Marcus Ericsson   | Sauber-Ferrari            | 11        | Nehoda              | 20               |      |
| DNS    | 8   | Romain Grosjean   | Haas-Ferrari              | 0         | Nehoda              | —                |      |
| Zdroj: |     |                   |                           |           |                     |                  |      |

Poznámky
1. ↑  Daniel Ricciardo obdržel trest přičtení 5 sekund k času v cíli za vjetí do boxové uličky, i přesto, že byla zavřená.
2. ↑  Felipe Massa obdržel trest přičtení 5 sekund k času v cíli za předjetí během safety caru.
3. ↑  Romain Grosjean během nájezdu na startovní rošt boural, a kvůli tomu nenastoupil do závodu.

## Průběžné pořadí po závodě
- Tučně jsou vyznačeni jezdci a týmy se šancí získat titul v Poháru jezdců nebo konstruktérů.

Pohár jezdců
|   | Pořadí | Jezdec           | Body |
| - | ------ | ---------------- | ---- |
|   | 1      | Nico Rosberg     | 367  |
|   | 2      | Lewis Hamilton   | 355  |
|   | 3      | Daniel Ricciardo | 246  |
|   | 4      | Sebastian Vettel | 197  |
| 1 | 5      | Max Verstappen   | 192  |

Pohár konstruktérů
|  | Pořadí | Konstruktér               | Body |
|  | ------ | ------------------------- | ---- |
|  | 1      | Mercedes                  | 722  |
|  | 2      | Red Bull Racing-TAG Heuer | 446  |
|  | 3      | Ferrari                   | 375  |
|  | 4      | Force India-Mercedes      | 163  |
|  | 5      | Williams-Mercedes         | 136  |